# 1942年のメジャーリーグベースボール
以下は、メジャーリーグベースボール（MLB）における1942年のできごとを記す。
1942年4月14日に開幕し10月5日に全日程を終え、ナショナルリーグはセントルイス・カージナルスが6年ぶり6度目のリーグ優勝を、アメリカンリーグはニューヨーク・ヤンキースが2年連続12度目のリーグ優勝をした。
ワールドシリーズはセントルイス・カージナルスがニューヨーク・ヤンキースを4勝1敗で破り8年ぶり4度目のシリーズ制覇となった。
1941年のメジャーリーグベースボール - 1942年のメジャーリーグベースボール - 1943年のメジャーリーグベースボール

## できごと

### 第二次大戦勃発
1941年12月7日（米国時間）、日本軍の真珠湾攻撃でアメリカは対日宣戦布告し、アメリカはヨーロッパ戦線と太平洋戦線で日独伊三か国との戦争に突入した。
ランディス・コミッショナーは真珠湾攻撃を受けてアメリカ国民が憤激し参戦に向かっていた直後にルーズベルト大統領に親書を送った。この時に野球界でも野球を続けるべきか否かの議論が起こっていたのである。ルーズベルト大統領はランディスに返書を送り「野球は続けて市民の娯楽を確保することが望ましい」と述べていた。しかし選手自身が進んで志願して戦場に行くことも多く、そして1942年のシーズンが始まった。前年最多勝（25勝）・最多奪三振（270）のタイトルを取ったボブ・フェラーは戦争勃発後すぐに海軍に入隊し、ハンク・グリーンバーグもシーズン開始して19試合出場の後に自ら志願して航空隊に参加した。けれども戦争直後のこの年はルーズベルト大統領の野球存続の方針で、その影響は大きくなく順調にメジャーリーグは開催した。ただメジャーリーグとして価値のあるシーズンはこの年限りであった。
ランディスは選手の兵役免除を要求するオーナーやファンの声を聞きながら、国民世論の厳しい声にも対処しなければならなくなった。戦争の激化とともに野球選手も例外とするものではなくなり、翌1943年1月にコミッショナーとしての見解を出すこととなった。

### シーズン
ナショナルリーグは、セントルイス・カージナルスがブランチ・リッキーGMのファーム制度の強化で若手が育ち、2年目のスタン・ミュージアル（打率.315）とイーノス・スローター（打率.318）そしてテリー・ムーアらが台頭し、投手陣はモート・クーパー が最多勝（22勝）・最優秀防御率（1.78）を取り、弟ウォーカー・クーパー捕手とのバッテリーコンビがうまく機能してカージナルスはリーグ優勝し、モート・クーパーはリーグMVPにも輝いた。これら若手の活躍で戦中戦後の黄金期を迎えていた。
アメリカンリーグは、ニューヨーク・ヤンキースがディマジオ（打率.305・本塁打21本・打点114）、ケラー（打点108）、ゴードン（打点103）の100打点トリオの活躍でリーグ連覇となった。ジョー・ゴードンとフィル・リズートの二遊間コンビは併殺プレーに磨きがかかり守備の要となった。ただ投手陣はレフティ・ゴメスが衰えてレッド・ラフィングも下降線を辿っていた。一方 ボストン・レッドソックスはこの年テッド・ウィリアムズが首位打者・本塁打王・打点王を取り、しかも最多得点（141）でもあり、ジョニー・ペスキー（打率.331）が最多安打（205本）、投手ではテックス・ヒューソンが最多勝（22勝）・最多奪三振（113）のタイトルを取っている。これでシーズンではヤンキースに9ゲーム差の2位に終わった。
ワールドシリーズは、カージナルスの勢いがヤンキースを優り、初戦を落とした後に4連勝でシリーズを勝った。

### テッド・ウィリアムズ
ボストン・レッドソックスのテッド・ウィリアムズは前年は打率.406で4割打者となったが、この年は打率.356・本塁打36本・打点137で三冠王となった。しかしリーグMVPはヤンキースのジョー・ゴードン（打率.322・本塁打18本・打点103）であった。この年ゴードンは最多三振95と最多併殺打22を記録している。

### スタン・ミュージアル
セントルイス・カージナルスのスタン・ミュージアルはこの前年の9月にメジャーデビューした日の試合でダブルヘッダーで6安打してわずか12試合で打率.426の成績となった。そして2年目のこの年には打率.315・本塁打10本・打点72で、リーグ優勝とシリーズ制覇を一度に味わった。そして翌1943年には首位打者となり、以降引退までに首位打者7回、打点王2回、リーグMVP3回に輝き、ナショナルリーグを代表する打者であり、ザ・マンとも呼ばれている。1958年に日米野球で来日した。

### メル・オット
ニューヨーク・ジャイアンツのメル・オットはこの年から選手兼任監督となり本塁打30本で本塁打王となった。1932年から11年間で本塁打王6回・打点王1回の一本足打法の左打者はこの翌年に通算500本の大台にのせたが、出場機会が減り、タイトルはこの年が最後となった。

### ナショナルリーグの首位打者
ボストン・ブレーブスの アーニー・ロンバルディは打率.330で1938年以来2回目の首位打者となった。ただこの年の記録は105試合出場で打席349・打数309・安打102本であり、当時の首位打者の資格は1920年から100試合以上出場であったので有資格者ではあるが、現在からみると1950年から適用された規定打数400（テッド・ウィリアムズは1954年に投手が逃げて四球136を記録したため打数386となり首位打者になれなかった）、1957年から適用された規定打席（全試合数×3.1）にも満たず、最多安打であったカージナルスのイーノス・スローター（打席687・打数591・安打188本・打率.318）が首位打者であるとする見方がある。

### 記録
- 6月19日、ポール・ウェイナーが17年ぶりに史上7人目となる3000安打を達成。

## 最終成績

### レギュラーシーズン
| 順 | チーム                           | 勝利 | 敗戦 | 勝率 | G差  |
| -- | -------------------------------- | ---- | ---- | ---- | ---- |
| 1  | ニューヨーク・ヤンキース         | 103  | 51   | .669 | --   |
| 2  | ボストン・レッドソックス         | 93   | 59   | .565 | 9.0  |
| 3  | セントルイス・ブラウンズ         | 82   | 69   | .543 | 19.5 |
| 4  | クリーブランド・インディアンス   | 75   | 79   | .487 | 28.0 |
| 5  | デトロイト・タイガース           | 73   | 81   | .474 | 30.0 |
| 6  | シカゴ・ホワイトソックス         | 66   | 82   | .446 | 34.0 |
| 7  | ワシントン・セネタース           | 62   | 89   | .411 | 39.5 |
| 8  | フィラデルフィア・アスレチックス | 55   | 99   | .357 | 48.0 |

| 順 | チーム                       | 勝利 | 敗戦 | 勝率 | G差  |
| -- | ---------------------------- | ---- | ---- | ---- | ---- |
| 1  | セントルイス・カージナルス   | 106  | 48   | .688 | --   |
| 2  | ブルックリン・ドジャース     | 104  | 50   | .675 | 2.0  |
| 3  | ニューヨーク・ジャイアンツ   | 85   | 67   | .559 | 20.0 |
| 4  | シンシナティ・レッズ         | 76   | 76   | .500 | 29.0 |
| 5  | ピッツバーグ・パイレーツ     | 66   | 81   | .449 | 36.5 |
| 6  | シカゴ・カブス               | 68   | 86   | .442 | 38.0 |
| 7  | ボストン・ブレーブス         | 59   | 89   | .399 | 44.0 |
| 8  | フィラデルフィア・フィリーズ | 42   | 109  | .278 | 62.5 |

### オールスターゲーム
- アメリカンリーグ 3 - 1 ナショナルリーグ

### ワールドシリーズ
- カージナルス 4 - 1 ヤンキース

| 9/30 – | ヤンキース   | 7 | - | 4 |  | カージナルス |
| 10/1 – | ヤンキース   | 3 | - | 4 |  | カージナルス |
| 10/3 – | カージナルス | 2 | - | 0 |  | ヤンキース   |
| 10/4 – | カージナルス | 9 | - | 6 |  | ヤンキース   |
| 10/5 – | カージナルス | 4 | - | 2 |  | ヤンキース   |

## 個人タイトル

### アメリカンリーグ
| 項目   | 選手                       | 記録 |
| ------ | -------------------------- | ---- |
| 打率   | テッド・ウィリアムズ (BOS) | .356 |
| 本塁打 | テッド・ウィリアムズ (BOS) | 36   |
| 打点   | テッド・ウィリアムズ (BOS) | 137  |
| 得点   | テッド・ウィリアムズ (BOS) | 141  |
| 安打   | ジョニー・ペスキー (BOS)   | 205  |
| 盗塁   | ジョージ・ケース (WS1)     | 44   |

| 項目   | 選手                       | 記録 |
| ------ | -------------------------- | ---- |
| 勝利   | テックス・ヒューソン (BOS) | 22   |
| 敗戦   | エディ・スミス (CWS)       | 20   |
| 防御率 | テッド・ライオンズ (CWS)   | 2.10 |
| 奪三振 | テックス・ヒューソン (BOS) | 113  |
| 奪三振 | ボボ・ニューサム (WS1)     | 113  |
| 投球回 | テックス・ヒューソン (BOS) | 281  |
| セーブ | ジョニー・マーフィー (NYY) | 11   |

### ナショナルリーグ
| 項目   | 選手                         | 記録 |
| ------ | ---------------------------- | ---- |
| 打率   | アーニー・ロンバルディ (BSN) | .330 |
| 本塁打 | メル・オット (NYG)           | 30   |
| 打点   | ジョニー・マイズ (NYG)       | 110  |
| 得点   | メル・オット (NYG)           | 118  |
| 安打   | イーノス・スローター (STL)   | 188  |
| 盗塁   | ピート・ライザー (BRO)       | 20   |

| 項目   | 選手                               | 記録 |
| ------ | ---------------------------------- | ---- |
| 勝利   | モート・クーパー (STL)             | 22   |
| 敗戦   | ジム・トビン (BSN)                 | 21   |
| 防御率 | モート・クーパー (STL)             | 1.78 |
| 奪三振 | ジョニー・ヴァンダー・ミーア (CIN) | 186  |
| 投球回 | ジム・トビン (BSN)                 | 287⅔ |
| セーブ | ヒュー・ケーシー (BRO)             | 13   |

## 表彰

### シーズンMVP
- アメリカンリーグ ： ジョー・ゴードン （NYY）
- ナショナルリーグ ： モート・クーパー （STL）

### アメリカ野球殿堂入り表彰者
BBWAA投票
- ロジャース・ホーンスビー